# Leptodactylus natalensis
Leptodactylus natalensis é uma espécie de anfíbio  da família Leptodactylidae endémica do Brasil. Os seus habitats naturais são florestas subtropicais ou tropicais húmidas de baixa altitude, matagal húmido tropical ou subtropical, marismas intermitentes de água doce, pastagens, jardins rurais e florestas secundárias altamente degradadas. Embora a perda de habitat, este anfíbio encontra-se amplamente distribuído por quase toda a costa brasileira.